# Tres superhombres en Tokio
Tres superhombres en Tokio (título original: 3 Supermen a Tokio) es una película italiana de 1968, cuyo director es Bitto Albertini.

Se trata de una producción de serie B, y pertenece a una saga que inició su predecesora, Los tres superhombres (1967).

## Sinopsis
Dos implacables ladrones conocidos como "Los superhombres" son capturados por el gobierno británico, y a cambio de eludir su condena se ven obligados a acompañar al agente Martin, que tiene la misión de encontrar una grabación que si saliera a la luz provocaría un escándalo político. Pero el camino no será fácil y se encontrarán con toda clase de obstáculos.